# Desiderio da Settignano

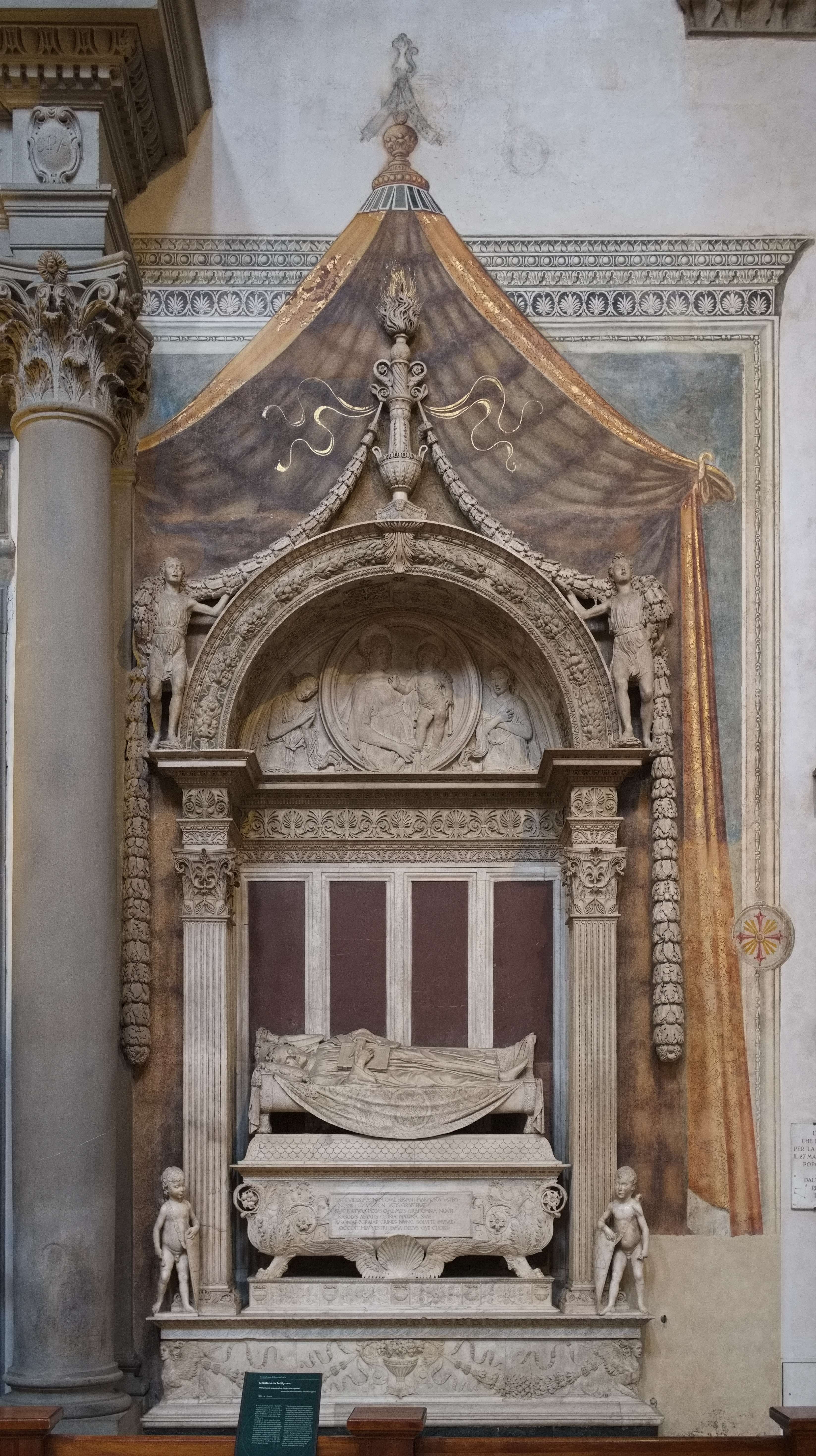
Desiderio da Settignano und Werkstatt, Grabmal des Carlo Marsuppini, 1453–1455, Florenz, S. Croce

Desiderio da Settignano (* 1429 oder 1431 in Settignano, Toskana; † 16. (?) Januar 1464 in Florenz) war ein vor allem in Florenz aktiver Bildhauer des 15. Jahrhunderts.

## Leben und Werk
Desiderio stammte wie sein Bruder Geri aus einer in Settignano bei Florenz ansässigen Steinmetzfamilie. Über seine Jugend und Ausbildung ist wenig bekannt; er scheint bei Donatello und Luca della Robbia in die Lehre gegangen zu sein. Wie Donatello bediente er sich des rilievo stiacciato (Flachrelief), um trotz geringer Plastizität den Eindruck einer großen Raumtiefe zu erzeugen. 1453 trat er der Zunft der Zimmerleute und Steinmetze (Arte dei Maestri di Pietra e Legname) bei.
Desiderio schuf neben Grabmälern auch Porträtbüsten, für welche er überwiegend Marmor verwendete. Er gilt als einer der Hauptmeister der Frührenaissance. Wie die anderen Künstler seiner Zeit legte er besonderen Wert auf das Anmutige und Zierliche, wodurch ein neuer Typus des jungen Mädchens geschaffen wurde. Seine mit neuen Motiven versetzte Ornamentik stellte eine Bereicherung für die Kunst dar.

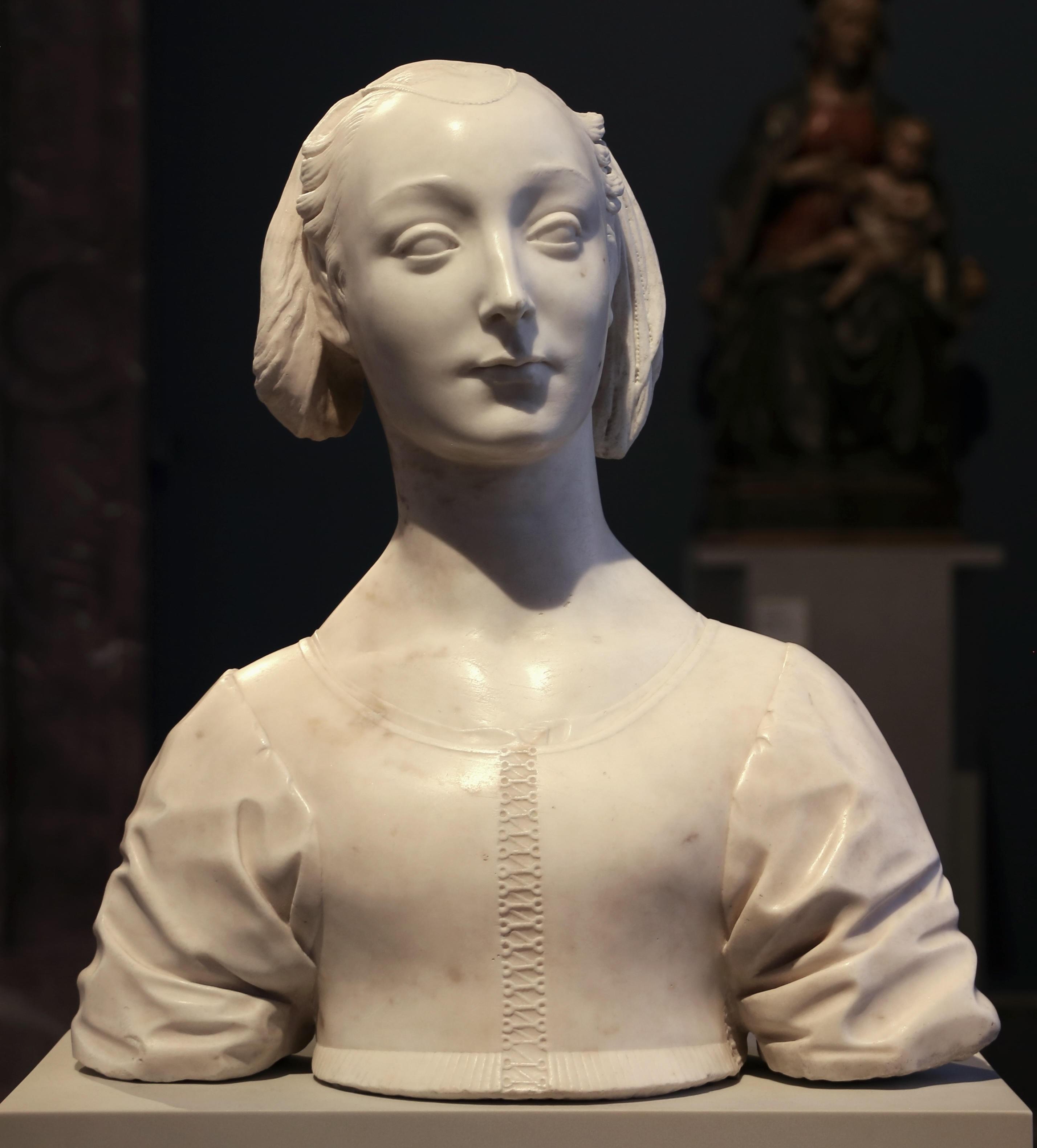
Büste der Marietta Strozzi, Berlin, Skulpturensammlung

- Marmorbüste der Marietta Strozzi, Berlin, Skulpturensammlung (die Identifizierung beruft sich auf eine Erwähnung in Vasaris Vita des Künstlers, ist aber nicht gesichert)
- Grabmal für den Humanisten und Kanzler der Stadtregierung Carlo Marsuppini, Santa Croce, Florenz
- Marmortabernakel, San Lorenzo, Florenz
- Porträt eines Jungen (sog. Lachender Knabe), Kunstkammer Wien

Das Nationalmuseum Bargello in Florenz, der Louvre in Paris und die National Gallery of Art in Washington verfügen jeweils über mehrere Werke von Desiderio da Settignano.

## Giorgio Vasari
- Giorgio Vasari: Le Vite de’ più eccellenti Pittori, Scultori, et Architettori. Florenz 1568, S. 416–418 (Textarchiv – Internet Archive).
- Giorgio Vasari: Das Leben des Giuliano da Maiano, Antonio und Bernardo Rossellino, Desiderio da Settignano und Benedetto da Maiano. Neu ins Deutsche übersetzt von Victoria Lorini. Hrsg., kommentiert von eingeleitet von Sabine Feser und Christina Irlenbusch. Verlag Klaus Wagenbach, Berlin 2012, ISBN 978-3-8031-5057-8.